# Tristeza do Jeca (canção)
Tristeza do Jeca é uma canção composta por Angelino de Oliveira. Foi apresentada pela primeira vez em 1918, no Clube 24 de Maio de Botucatu, cidade onde o compositor se estabeleceu. É considerada um dos clássicos da música sertaneja brasileira.
Foi editada em 1922 e gravada pela primeira vez em 1924, em versão instrumental da Orquestra Brasil-América. Em 1926, o cantor Patrício Teixeira gravou a primeira versão com letra. A canção se tornaria popular em 1937, quando gravada pelo cantor Paraguassu.
Ganhou diversas versões ao longo dos anos, incluindo de grandes nomes da música brasileira, como Amácio Mazzaropi, Maria Bethânia, Caetano Veloso, Almir Sater, Luiz Gonzaga, Nelson Ned, Tonico & Tinoco, Sérgio Reis e Zezé Di Camargo & Luciano.

## No cinema
No longa-metragem Tristeza do Jeca, dirigido por Amácio Mazzaropi em 1961, o personagem Jeca Tatu interpreta a canção. Mazzaropi a teria inicialmente usado sem a autorização de Oliveira, mas, avisado por amigos, teria pagado em seguida os direitos autorais ao compositor.

## Na literatura
Em seu livro Eu Nasci Naquela Serra, de 1996, o violeiro e escritor Paulo Freire narra, entre outras histórias, a trajetória de Angelino de Oliveira, incluindo a importância da canção na vida do compositor.

## No museu
Tristeza do Jeca foi uma das músicas escolhidas pela exposição temporária Essa nossa canção, que ficou em cartaz no Museu da Língua Portuguesa, em São Paulo, entre Julho de 2023 e Março de 2024. A exposição, que contava com composições ímpares da música brasileira sendo interpretadas por diversos nomes, contou com a interpretação de Felipe Araújo e João Reis para Tristeza do Jeca. 